# Christie (Automarke)
Christie war eine US-amerikanische Automarke.

## Markengeschichte
John Walter Christie war die entscheidende Person dieser Marke. Er betrieb nacheinander drei Unternehmen in New York City, die Fahrzeuge der Marke Christie herstellten. Ungewöhnlich war der Frontantrieb aller Fahrzeuge.
Das erste Unternehmen war die Christie Iron Works von 1904 bis 1905. Darauf folgte die Christie Direct Action Motor Car Company (auch Direct Action Motor Car Company genannt) von 1905 oder 1906 bis 1907. Sie ging in die Insolvenz. Die Walter Christie Automobile Company war eine Neugründung und existierte von 1908 bis 1910 oder 1911.
Christie betrieb daraufhin die Front Drive Motor Company in Hoboken in New Jersey und stellte zwischen 1911 und 1918 Nutzfahrzeuge her, insbesondere Feuerwehrfahrzeuge.

## Fahrzeuge
Die ersten Fahrzeuge waren Rennwagen. Christie setzte die erste Ausführung im Januar 1904 beim Rennen Ormond-Daytona Beach ein. Der Vierzylindermotor leistete 30 PS. Spätere Ausführungen hatten mehr Leistung. Ein Fahrzeug hatte zwei Motoren mit jeweils 60 PS Leistung. Der Christie V-4 für das französische Rennen der Grand-Prix-Saison 1907 hatte einen Motor mit 19.881 cm³ Hubraum. Laut einer anderen Quelle hatte der V-Motor mit vier Zylindern 19.570 cm³ mit einer Bohrung von 184 mm und einem Hub von 184 mm. Der Radstand betrug 2500 mm und die Spurweite lag bei 1400 mm. Das Fahrzeug wog 800 kg. Die Motorleistung war mit 130 PS angegeben. Die rechnerische Höchstgeschwindigkeit lag bei 193 km/h. Das Getriebe besaß 2 Gänge. Dies war laut einer Quelle der größte Hubraum, der jemals bei einem Grand-Prix-Rennen eingesetzt wurde. Insgesamt entstanden etwa sechs Rennwagen.
Im Sommer 1906 stand ein Tourenwagen im Angebot. Das Fahrgestell hatte 254 cm Radstand. Der Motor leistete 50 PS. Der Aufbau stammte von Healey. Der Neupreis betrug 6500 US-Dollar.
Das letzte Projekt war ein Taxi für New York City. Ein Vierzylindermotor mit OHV-Ventilsteuerung und 18 PS Leistung trieb die Fahrzeuge an. Sie kosteten 2600 Dollar. Hiervon entstanden drei Fahrzeuge.